# Jöns Wallvik
Jöns Claesson Wallvik, född 1631, död 1691, var en svensk ämbetsman. Han var ordförande för södra norrlandskommissionen 1674-1675. 
Han var son till Claes Eriksson och Elisabet Tersera. 
Han var rådman i Falun 1659, syndikus (stadssekreterare) 1661, hovrättsassessor 1674-1691. 
I december 1674 delades stora norrlandskommissionen i två: norra norrlandskommissionen under Jöns Wallvik och södra norrlandskommissionen under Johan Axehielm.